# Diego Bautista Urbaneja Arroyo
Diego Bautista Felipe Urbaneja Arroyo (Caracas, 25 de enero de 1947), es un historiador, abogado, politólogo y profesor universitario venezolano. Individuo de Número de la Academia Nacional de la Historia.

## Biografía
Descendiente del político y militar del mismo nombre, Urbaneja estudió en el jesuita Colegio San Ignacio de Loyola de Caracas. Durante su juventud se vio influenciado por el pensamiento político cristiano y por los escritos de Gabriel Marcel, Miguel de Unamuno, José Ortega y Gasset, André Malraux, entre otros.
Graduado como abogado de la Universidad Central de Venezuela en 1969, ese año ingresó como investigador del Instituto de Estudios Políticos, puesto que mantuvo durante tres décadas. En esta misma universidad fue profesor fundador de la Escuela de Estudios Políticos. Desde 1973 hasta 1999 dictó la cátedra de Historia de las Ideas Políticas y, entre 2000 y 2005, la de Sistema Político Venezolano. Formó parte de la primera etapa de la revista de ciencias políticas Politeia, desde la cual introdujo al debate académico venezolano el campo de la Historia de las ideas políticas.
Urbaneja ha sido profesor invitado en el St. Antony’s College de la Universidad de Oxford. Entre 1992 y 2010, dictó una conferencia anual sobre historia política venezolana en el Centro de Estudios Latinoamericanos en esa universidad. Entre 1991 y 1995 fue director de El Diario de Caracas. Ha sido articulista de opinión en El Nacional, El Carabobeño y El Universal. En Radio Caracas Radio condujo el programa «La Linterna». Urbaneja militó en el Movimiento al Socialismo desde comienzos de la década de los setenta hasta las elecciones de 1983. En 1997 fundó junto a otros académicos el partido Factor Democrático, el cual apoyó la candidatura presidencial de Irene Sáez. En las elecciones de noviembre de 1998 resultó electo diputado al Congreso Nacional, escaño que ocupó por pocos meses ante la sustitución del parlamento por la Asamblea Nacional Constituyente de 1999. Para el año 2003 encabezó el plan «Consenso País» de la Coordinadora Democrática.
En 2004 resultó ganador del IV Premio Anual Transgenérico de la Fundación para la Cultura Urbana, por su obra Bolívar, el pueblo y el poder. En noviembre de 2013 se incorporó al sillón letra «K» de la Academia Nacional de la Historia con el discurso: «Las primeras décadas de la renta petrolera y la silenciosa siembra del rentismo», el cual fue contestado por Elías Pino Iturrieta.

## Obra
- La idea política de Venezuela: 1830-1870 (1988)
- Pueblo y petróleo en la política venezolana del siglo XX (1992)
- La Historia acosada: defensa y enseñanza de nuestra historia (1999)
- La política venezolana desde 1899 hasta 1958 (2003)
- Bolívar, el pueblo y el poder (2004)
- El gobierno de Carlos Soublette o la importancia de lo normal (2006)
- La política venezolana desde 1958 hasta nuestros días (2007)
- La renta y el reclamo. Ensayo sobre petróleo y economía política en Venezuela (2013)
- Historia portátil (2016)
- Desarmando el modelo. Las transformaciones del sistema político venezolano desde 1999 [coordinador] (2017)
- Venezuela y sus repúblicas (2022)
- Si ha habido un pueblo… (2023)
- Venezuela, siglo XX. Un relato para el reencuentro (2025)